# Leichtathletik-Europameisterschaften 1969/800 m der Männer

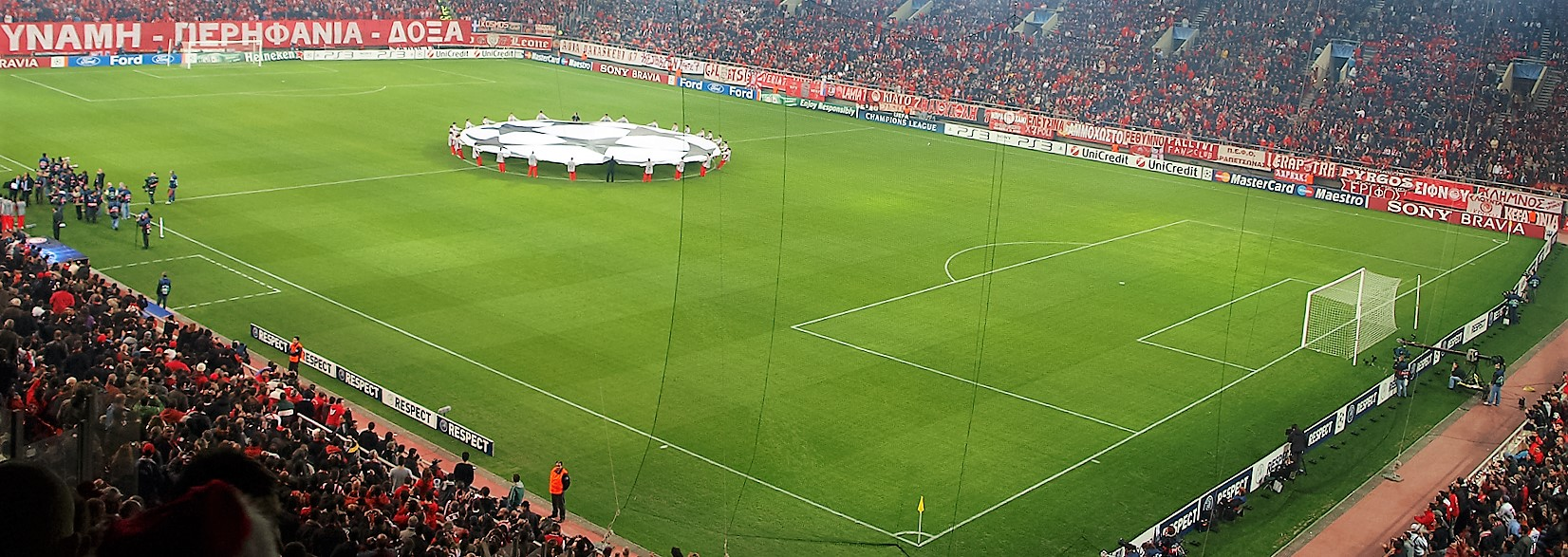
Das Karaiskakis-Stadion im Jahr 2009

Der 800-Meter-Lauf der Männer bei den Leichtathletik-Europameisterschaften 1969 wurde vom 17. bis 19. September 1969 im Athener Karaiskakis-Stadion ausgetragen.
Mit Gold und Bronze gewannen die Läufer aus der DDR in diesem Wettbewerb zwei Medaillen. Europameister wurde Dieter Fromm. Er gewann vor dem Tschechoslowaken Jozef Plachý. Titelverteidiger Manfred Matuschewski errang Bronze.

## Rekorde

### Bestehende Rekorde
| Weltrekord   | 1:44,3 min | Peter Snell          | Christchurch, Neuseeland                     | 3. Februar 1962   |
| Europarekord | 1:44,9 min | Franz-Josef Kemper   | Hannover, BR Deutschland (heute Deutschland) | 7. August 1966    |
| EM-Rekord    | 1:45,9 min | Manfred Matuschewski | EM Budapest, Ungarn                          | 4. September 1966 |

### Rekordegalisierung
Europameister Dieter Fromm aus der DDR egalisierte den bestehenden Meisterschaftsrekord von 1:45,9 min im Finale am 19. September. Damit blieb er eine Sekunde über dem Europa- und 1,6 Sekunden über dem Weltrekord.

## Vorrunde
17. September 1969, 17.00 Uhr
Die Vorrunde wurde in drei Läufen durchgeführt. Die ersten fünf Athleten pro Lauf – hellblau unterlegt – sowie der nachfolgend zeitschnellste Läufer – hellgrün unterlegt – qualifizierten sich für das Halbfinale.

### Vorlauf 1
| Platz | Name                 | Nation           | Zeit (min) |
| ----- | -------------------- | ---------------- | ---------- |
| 1     | Erhard Schulze       | DDR              | 1:48,7     |
| 2     | Bob Adams            | Großbritannien   | 1:49,2     |
| 3     | Jozef Plachý         | Tschechoslowakei | 1:49,8     |
| 4     | Stanisław Waśkiewicz | Polen            | 1:50,4     |
| 5     | Jože Međimurec       | Jugoslawien      | 1:50,5     |
| 6     | Zlatko Waltschew     | Bulgarien        | 1:50,6     |

### Vorlauf 2
| Platz | Name                 | Nation           | Zeit (min) |
| ----- | -------------------- | ---------------- | ---------- |
| 1     | Andrzej Kupczyk      | Polen            | 1:50,5     |
| 2     | Dave Cropper         | Großbritannien   | 1:50,8     |
| 3     | Manfred Matuschewski | DDR              | 1:50,9     |
| 4     | Jewgeni Arschanow    | Sowjetunion      | 1:51,0     |
| 5     | Tomás Jungwirth      | Tschechoslowakei | 1:51,0     |
| 6     | Knut Brustad         | Norwegen         | 1:51,1     |
| 7     | Rudi Simon           | Belgien          | 1:51,1     |
| 8     | Ali Erte             | Türkei           | 1:53,5     |

### Vorlauf 3
| Platz | Name                 | Nation         | Zeit (min) |
| ----- | -------------------- | -------------- | ---------- |
| 1     | Dieter Fromm         | DDR            | 1:50,1     |
| 2     | Hansueli Mumenthaler | Schweiz        | 1:50,1     |
| 3     | Noel Carroll         | Irland         | 1:50,2     |
| 4     | Andy Carter          | Großbritannien | 1:50,3     |
| 5     | Kazimierz Wardak     | Polen          | 1:50,3     |
| 6     | Sergei Krjutschok    | Sowjetunion    | 1:50,3     |
| 7     | Michel Medinger      | Luxemburg      | 1:50,8     |

## Halbfinale
18. September 1969, 19.50 Uhr
In den beiden Halbfinalläufen qualifizierten sich die jeweils ersten vier Athleten – hellblau unterlegt – für das Finale.

### Lauf 1
| Platz | Name                 | Nation           | Zeit (min) |
| ----- | -------------------- | ---------------- | ---------- |
| 1     | Jewgeni Arschanow    | Sowjetunion      | 1:49,2     |
| 2     | Erhard Schulze       | DDR              | 1:49,4     |
| 3     | Manfred Matuschewski | DDR              | 1:49,4     |
| 4     | Noel Carroll         | Irland           | 1:49,5     |
| 5     | Andy Carter          | Großbritannien   | 1:49,6     |
| 6     | Jože Međimurec       | Jugoslawien      | 1:49,6     |
| 7     | Stanisław Waśkiewicz | Polen            | 1:49,6     |
| 8     | Tomás Jungwirth      | Tschechoslowakei | 1:50,0     |

### Lauf 2
| Platz | Name                 | Nation           | Zeit (min) |
| ----- | -------------------- | ---------------- | ---------- |
| 1     | Jozef Plachý         | Tschechoslowakei | 1:48,9     |
| 2     | Dieter Fromm         | DDR              | 1:49,0     |
| 3     | Hansueli Mumenthaler | Schweiz          | 1:49,1     |
| 4     | Andrzej Kupczyk      | Polen            | 1:49,2     |
| 5     | Dave Cropper         | Großbritannien   | 1:50,0     |
| 6     | Bob Adams            | Großbritannien   | 1:50,9     |
| 7     | Sergei Krjutschok    | Sowjetunion      | 1:53,3     |
| 8     | Kazimierz Wardak     | Polen            | 1:57,1     |

## Finale

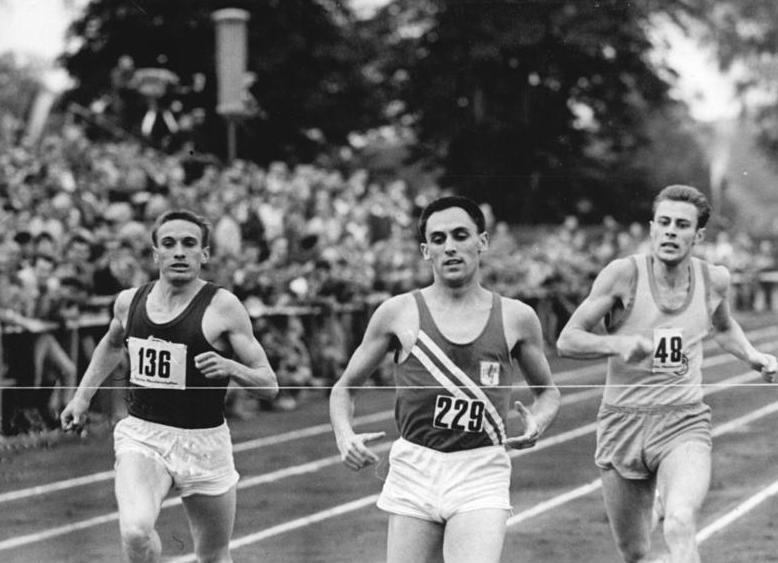
Der zweifache Europameister von 1962
und 1966 Manfred Matuschewski (Mitte)
gewann die. Bronzemedaille

19. September 1969
| Platz | Name                 | Nation           | Offizielle Zeit (min) handgestoppt | Inoffizielle Zeit (min) elektronisch |
| 1     | Dieter Fromm         | DDR              | 1:45,9 CRe                         | 1:45.98                              |
| 2     | Jozef Plachý         | Tschechoslowakei | 1:46,20000                         | 1:46.26                              |
| 3     | Manfred Matuschewski | DDR              | 1:46,80000                         | 1:46.83                              |
| 4     | Jewgeni Arschanow    | Sowjetunion      | 1:47,10000                         | k. A.                                |
| 5     | Hansueli Mumenthaler | Schweiz          | 1:47,20000                         | k. A.                                |
| 6     | Andrzej Kupczyk      | Polen            | 1:47,50000                         | k. A.                                |
| 7     | Noel Carroll         | Irland           | 1:49,10000                         | k. A.                                |
| 8     | Erhard Schulze       | DDR              | 1:55,40000                         | k. A.                                |

## Videolinks
- EUROPEAN ATHLETICS 1969 ATHENS 800 FROMM, youtube.com, abgerufen am 21. Juli 2022
- European Athletics Finals (1969), Bereich: 2:50 min bis 2:59 min, youtube.com, abgerufen am 21. Juli 2022